# Keep on Galloping
Keep on Galloping è il primo singolo estratto dall'album Korven Kuningas del gruppo musicale folk metal finlandese Korpiklaani. È stato pubblicato il 13 febbraio 2008 con l'etichetta discografica Nuclear Blast. Il formato CD è disponibile solo in Finlandia, dove è in commercio anche come 45 giri, mentre è disponibile in tutto il mondo tramite iTunes Store.
Il video musicale della canzone è incentrato sul tema dell'ecologia. Racconta la storia di un tagliaboschi cui gli stessi Korpiklaani fanno un antico rito sciamanico. Al termine della storia vediamo il tagliaboschi piantare un alberello.

## Tracce
1. Keep on Galloping – 4:07
2. Paljon on koskessa kiviä – 3:44

## Formazione
- Jonne Järvelä – voce, chitarra
- Kalle "Cane" Savijärvi – chitarra
- Jarkko Aaltonen – basso
- Jaakko "Hittavainen" Lemmetty – violino, jouhikko, legni
- Juho Kauppinen – fisarmonica
- Matti Johansson – batteria